# Augusto Peiroleri
Augusto Peiroleri (Torino, 28 agosto 1831 – Torino, 16 novembre 1912) è stato un diplomatico e politico italiano.

## Biografia
Laureato a Torino, dopo una breve esperienza all'agenzia generale delle finanze piemontesi nel 1853 entra al Ministero degli esteri, dove diventa direttore generale nel marzo 1868 per poi venire elevato alla carriera diplomatica. Inviato speciale e ministro plenipotenziario italiano a Berna ha stipulato numerose convenzioni tra Italia e Svizzera.